# Palacio Bernardo Nani

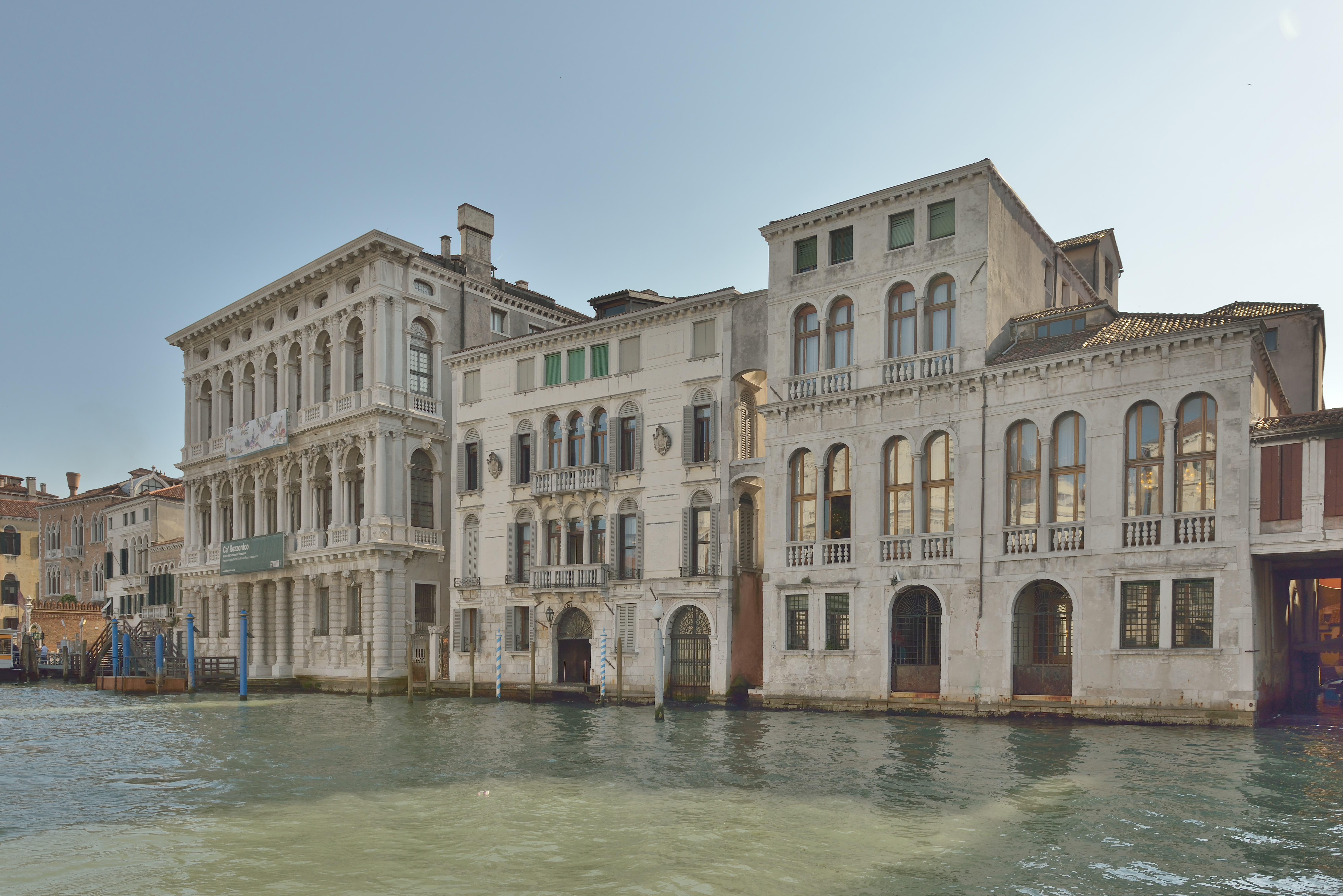
Vista del Gran Canal: el palacio Bernardo Nani en el centro, entre el Palazzo Ca' Rezzonico (izqda) y el palacio Giustiniani Bernardo (dcha.)

El palacio Bernardo Nani es un palacio renacentista del siglo XVI de Venecia, ubicado en el sestiere de Dorsoduro. Se asoma al Gran Canal, entre el Ca' Rezzonico y el Palacio Bernardo.

## Historia
El palacio fue construido en el siglo XVI por Alessandro Vittoria. Originalmente, la fachada lateral era la principal y se abría a un jardín donde ahora se encuentra el Ca' Rezzonico.

## Descripción
El edificio se ve afectado por la transición del estilo renacentista al barroco. La fachada consta de planta baja, dos plantas nobles y buhardilla. De acuerdo con los cánones de la arquitectura veneciana, la fachada se organiza en torno a un eje central, formado por un portal al nivel dle agua y dos tríforas con balcón. A la derecha y a la izquierda hay una pareja de monóforas. El interior se estructura en torno a una sala de recibimiento que conduce a un atrio con una escalera que constituye el eje entre las habitaciones laterales.
La fachada, de piedra blanquecina, destaca por la presencia de dos escudos de armas situados en la segunda planta.
En el siglo XIX se creó un jardín en la parte trasera con una longitud considerable.